# Crispendorf
Crispendorf – dzielnica miasta Schleiz w Niemczech, w kraju związkowym Turyngia, w powiecie Saale-Orla. Do 31 grudnia 2018 jako samodzielna gmina wchodziła w skład wspólnoty administracyjnej Ranis-Ziegenrück.